# Хемијски факултет Универзитета у Београду
Хемијски факултет Универзитета у Београду је факултет Београдског Универзитета. Ова институција води порекло из Лицеја (1838—1863), након тога Велике школе (1863—1905).
Делатност Хемијског факултета у Београду су високо образовање и наука.

## Локација
Хемијски факултет Универзитета у Београду налази се на адреси Студентски трг 12-16.

## Управа Факултета
Почевши од академске 2020—2021. године, декан Факултета је проф. др Горан Роглић.
Продекани су проф. др Тања Ћирковић Величковић (продекан за науку), в. проф. др Рада Баошић (продекан за наставу), в. проф. др Веселин Маслак (продекан за финансије) и Ненад Зарић (студент продекан).
Секретар факултета је др Радмила Копиловић, а шеф рачуноводства Милица Ристић.

## Катедре и смерови
Факултет има 6 катедри:
- Катедра за неорганску хемију
- Катедра за органску хемију
- Катедра за биохемију
- Катедра за аналитичку хемију
- Катедра за наставу хемије
- Катедра за примењену хемију

На Хемијском факултету постоји девет акредитованих програма према акредитацији из 2020. године. Од тога, настава на основним академским студијама се одвија на 4 студијским програмима тј. смеровима:
- Студијски програм Хемија (4 године, 240 ЕСПБ)
- Студијски програм Биохемија (4 године, 240 ЕСПБ)
- Студијски програм Хемија животне средине (4 године, 240 ЕСПБ)
- Студијски програм Настава хемије (5 година, 300 ЕСПБ)[2]

На мастер, тј. дипломским академским студијама, постоји могућност слушања наставе на следећим студијским програмима:
- Студијски програм Хемија
- Студијски програм Биохемија
- Студијски програм Хемија животне средине[3]

На докторским академским студијама, настава се одвија на следећим студијским програмима:
- Студијски програм Хемија
- Студијски програм Биохемија[4]

## Научна делатност
На Факултету има 5 посебних научних центара:
Факултет обавља научну делатност као равноправну област своје укупне делатности.
Научни рад остварује се кроз основна, примењена и развојна истраживања, која се обављају у циљу развоја науке и струке, подизања квалитета наставе, научног и стручног усавршавања, развоја научног и наставног подмлатка, увођења студената у научни рад, као и стварања материјалних услова за рад и развој факултета.

## Значајни хемичари
Истакнути хемичари који су завршили Хемијски факултет Универзитета у Београду су:
- Живорад Чековић, редовни професор у пензији
- Богдан Шолаја, редовни професор
- Тања Ћирковић Величковић, редовни професор
- Милутин Стефановић
- Живослав Тешић, редовни професор
- Синиша Ђаја, један од оснивача Фармацеутског факултета
- Драгомир Виторовић